# Institut Max-Planck de biophysique
L'Institut Max-Planck de biophysique (en allemand Max-Planck-Institut für Biophysik, abrégé en MPIBP) est un institut de recherche de la Société Max-Planck pour le développement des sciences localisé à Francfort-sur-le-Main.
Le principal domaine de recherche est l'étude du fonctionnement des protéines membranaires et de transport au moyen de méthodes physiques appropriées telles que microscopie électronique à haute résolution ou l'analyse par cristallographie aux rayons X de la structure de crystaux de protéïnes (voir aussi la page biophysique).
Depuis mars 2003, le MPI de biophysique est installé dans un nouveau bâtiment sur le Campus Riedberg de l'Université Johann Wolfgang Goethe de Francfort-sur-le-Main. Fin 2016, 178 peersonnes travaillaient à l'institut, dont 48 scientifiques et 50 chercheurs débutants. Le prix Nobel Hartmut Michel est directeur de l'institut depuis 1987.

## Histoire de l'Institut
L'institut actuel était précédé par le Kaiser-Wilhelm-Institut für Biophysik, qui existait depuis 1937 et qui était lui-même issu de l'"Institut für physikalische Grundlagen der Medizin" (Institut des fondements physiques de la médecine)" fondé en 1921 par des citoyens de Francfort dans le cadre de la Fondation Oswalt et dirigé par Friedrich Dessauer (de). Après l'émigration forcée de Dessauer en 1934, le nouveau directeur de l'institut était son collègue de longue date Boris Rajewsky (de), supporteur du régime, et considéré comme un fondateur de la biophysique. En 1937, l'institut est transformé en Kaiser-Wilhelm-Institut für Biophysik et installé dans l'ancienne Villa Speyer (de), confisquée et « aryanisée ». Les recherches ont principalement porté sur les effets des rayonnements radioactifs sur l'homme et sur une éventuelle utilisation médicale ainsi que sur les aérosols.
Après la Seconde Guerre mondiale, l'Institut a été rouvert en 1948 sous le nom actuel d'Institut Max-Planck de biophysique. Avec le départ à la retraite de Boris Rajewsky en 1966 et la nomination de Reinhard Schlögl (de) en 1965, les travaux de recherche se sont orientés vers l'étude du transport de masse à travers des membranes biologiques et artificielles. La nomination de Karl Julius Ullrich en 1967 et enfin de Hermann Passow en 1968 comme nouveaux directeurs de l'institut, la direction de l'Institut Max Planck de biophysique s'est également réorganisée, passant du classique institut à directeur unique à un conseil d'administration plus moderne. L'objectif principal de la recherche était (et est toujours) l'étude de la membrane cellulaire et de ses éléments constitutifs, les protéines membranaires (et surtout les protéines de transport). Les membranes cellulaires et les protéines ont été et sont encore étudiées à l'aide des méthodes physiques les plus modernes disponibles à l'époque, notamment la cristallographie aux rayons X, la microscopie électronique à haute résolution et la spectroscopie
Cette évolution a été initiée, surtout après la retraite de Passow et Ullrich en 1993 et de Schlögl en 1996, par la nomination d'une nouvelle génération de directeurs, en 1987 par Hartmut Michel (département de biologie moléculaire membranaire), 1993 par Ernst Bamberg (département de chimie biophysique) et 1996 par Werner Kühlbrandt (de) (département de biologie structurelle). L'attribution du prix Nobel à Hartmut Michel en 1988 a confirmé cette nouvelle direction comme étant pionnière au niveau mondial. Aujourd'hui encore, il n'existe aucun autre institut de recherche qui se consacre exclusivement à l'étude des protéines membranaires. En mars 2003, l'Institut a quitté ses anciens locaux au centre de Francfort dans le cadre du déménagement des facultés de sciences naturelles de l'Université de Francfort. Le nouveau bâtiment sur le campus universitaire de Riedberg représente une grande avancée. Avec la nomination de Gerhard Hummer en 2013 pour un département de biophysique théorique, le développement de l'institut a été achevé et il a atteint la taille typique d'un institut Max-Planck, à savoir quatre départements.

## Organisation et structure
L'Institut est composé de quatre départements avec divers sous-groupes :
- Biologie moléculaire des membranes (direction : Hartmut Michel depuis 1987)
 Études structurelles et fonctionnelles des protéines membranaires de la chaîne respiratoire et la photosynthèse, ainsi que des récepteurs couplés aux protéines grâce à l'analyse structurelle des cristaux de protéines par rayons X. Cependant, d'autres protéines membranaires sélectionnées sont également étudiées, par exemple les enzymes impliquées dans le métabolisme du méthane des archaebacteria.
- Biologie structurelle (direction : Werner Kühlbrandt depuis 1997)
 Recherche sur les protéines membranaires et de transport (par exemple, les transporteurs osmo-régulateurs) par cristallisation bidimensionnelle, étude de la structure cristallographique électronique et microscopie électronique à haute résolution, ainsi que par analyse d'images de complexes macromoléculaires plus grands. Le groupe tente également de développer de nouvelles méthodes d'imagerie en biologie structurelle.
- Chimie biophysique (direction : Ernst Bamberg depuis 1993, em. 30.6.2016)
Analyse fonctionnelle des protéines de transport telles que l'ATPase sodium/potassium ou les protéines de transport d'origine eucaryote et procaryote au moyen de méthodes électriques ou électrophysiologiques stationnaires et temporelles, en combinaison avec des techniques de fluorescence évoluant dans le temps. En outre, ce groupe de recherche est également engagé dans la nanobiophysique et la nanobiotechnologie.
- De plus, il y a un département de biophysique théorique (direction : Gerhard Hummer, depuis 2013), un département de sociologie moléculaire (direction Martin Beck, depuis 2019), un département de neurogénétique moléculaire (direction : Peter Mombaerts jusqu'en 2010), un groupe de biophysique moléculaire (direction : Ernst Grell)

Tous ces groupes ont en commun l'utilisation des techniques modernes du génie génétique.

## International Max Planck Research Schools (IMPRS)
L'Institut participe, de 2000 à 2012, à une International Max Planck Research School for Structure and Function of Biological Membranes. Cette International Max Planck Research School était historiquement l'une des premières écoles. D'autres membres participants sont l'Goethe-Universität Frankfurt et l'Institut Max-Planck pour la recherche sur le cerveau.
c participe également depuis 2011 à l'International Max Planck Research School for Neural Circuits beteiligt.